# Kerkeni
Kerkeni (en georgiano: ქერქენი; en ruso: Керкен, romanizado: Kerken) o Karakan (en abjasio: Кьаракьан) es una aldea que pertenece a la parcialmente reconocida República de Abjasia, dentro del distrito de Ochamchire, aunque de iure es parte del municipio de Ochamchire de la República Autónoma de Abjasia de Georgia.

## Geografía
Kerkeni se encuentra a orillas del río Dgamsh, a 25 km de Ochamchire. Las aldea se administra desde el pueblo de Kutoli.  